# نهائي كوبا ليبرتادوريس 2019
نهائي كأس ليبرتادوريس 2019 (بالإسبانية: Final de la Copa Libertadores 2019)‏ هو النهائي رقم 60 من بطولة كأس ليبرتادوريس وهي البطولة التي ينظمها اتحاد أمريكا الجنوبية لكرة القدم.
لُعب النهائي من مباراة واحدة بين الفريق البرازيلي فلامنغو والفريق الأرجنتيني ريفر بليت ، في الملعب الأثري في ليما، بيرو في 23 نوفمبر 2019. في الأصل، كانت المباراة ستقام على ملعب استاد ناسيونال في سانتياغو، تشيلي . ولكن بسبب المخاوف المتعلقة بالآمن والسلامة من الاحتجاجات التشيلية 2019 ، وبعد التشاور مع الأندية والإتحادات كرة القدم الخاصة بهم، تم نقل المباراة إلى العاصمة البيروفية في 5 نوفمبر 2019. ويعتبر أول نهائي يتم لعبه كمباراة واحدة في مكان يتم اختياره مسبقًا.
فاز فلامنغو على ريفر بلايت بنتيجة 2-1 ليفوز بلقبه الثاني من البطولة، وتأهلوا كممثل كونميبول في كأس العالم للأندية 2019 في قطر وحصلوا اللعب ضد الفائز من كأس سودامريكانا في ريكوبا سودامريكانا عام 2020. كما تأهلوا تلقائيًا لمرحلة المجموعات عام 2020 لكوبا ليبرتادوريس. 

## الفرق
| الفريق    | نهائيات سابقة (الخط العريض يشير لسنة الفوز) |
| --------- | ------------------------------------------- |
| فلامنغو   | 1 (1981)                                    |
| ريفر بليت | 6 (1966، 1976, 1986, 1996, 2015, 2018)      |

## المباراة النهائية
| فلامنغو                    | 2 - 1 | ريفر بليت |
| -------------------------- | ----- | --------- |
| غابرييل باربوسا 89'، 90+2' | تقرير | بوري 14'  |

## وصلات خارجية
- كونميبول ليبرتادوريس 2019، CONMEBOL.com